# 최종병기 앨리스
《최종병기 앨리스》는 왓챠에서 2022년 6월부터 방영된 대한민국의 액션 로맨스 드라마이다.